# Confluencia

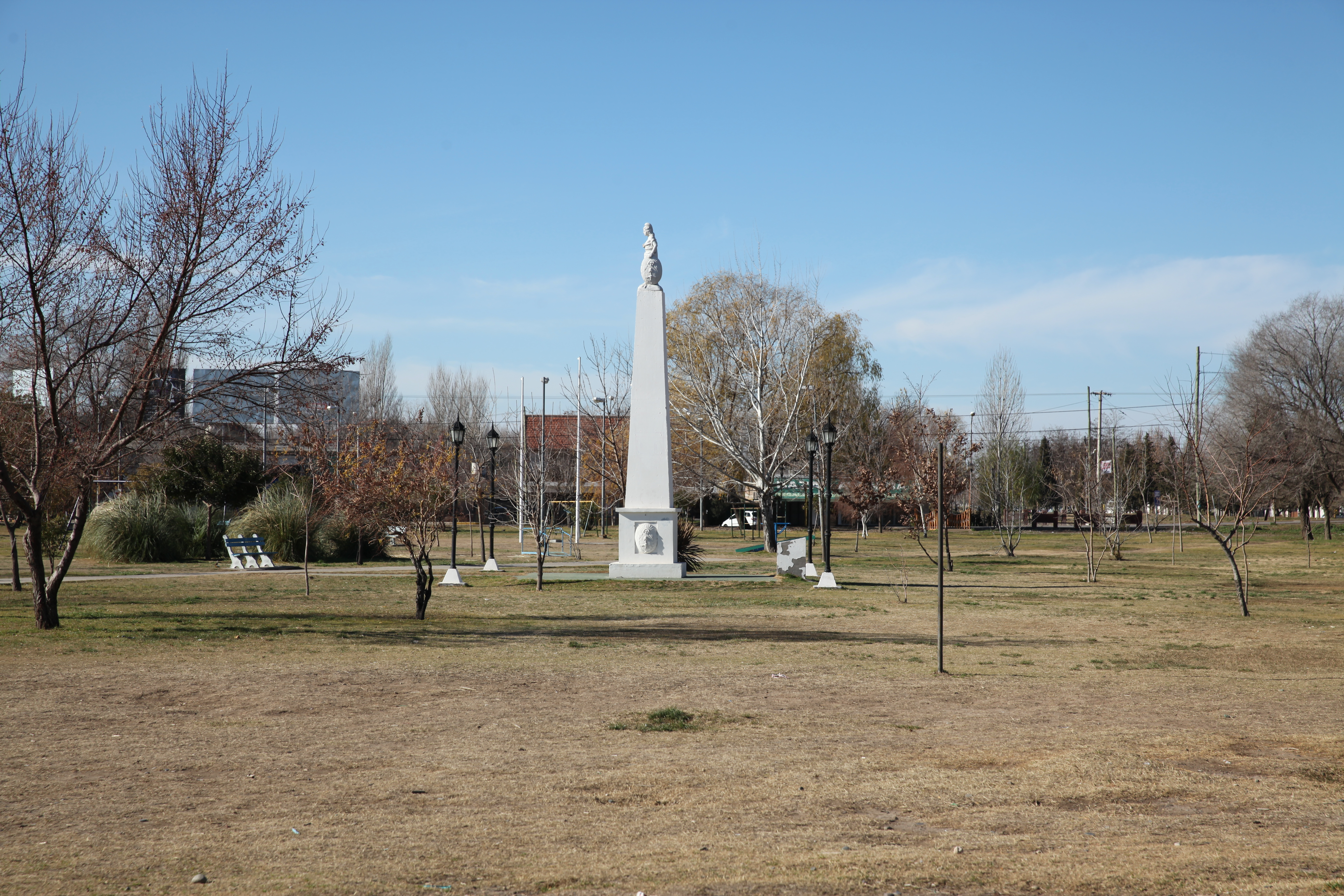
Foto de Confluencia Neuquén, Argentina

Confluencia é um departamento da Argentina, localizado na província de Neuquén.
Sua sede é a cidade de Neuquén, que é a capital da província. Segundo estimativas do INDEC de Junho de 2007, a população era de aproximadamente 345.203 habitantes.